# Lista zabytków w Balzan
To jest lista zabytków w miejscowości Balzan na Malcie, które są umieszczone na liście National Inventory of the Cultural Property of the Maltese Islands.

## Lista
| Nazwa zabytku                                           | Lokalizacja                                 | Współrzędne                                   | Nr na liście NICPMI | Zdjęcie |
| ------------------------------------------------------- | ------------------------------------------- | --------------------------------------------- | ------------------- | ------- |
| Nisza św. Rocha                                         | Triq il-Kbira / Triq wied ta’Hal Balzan     | 35°53′51,1″N 14°27′19,7″E/35,897533 14,455473 | 00160               |         |
| Nisza św. Pawła                                         | 82 Triq San Frangisk                        | 35°53′48,6″N 14°27′16,1″E/35,896834 14,454478 | 00161               |         |
| Figura św. Piotra                                       | 36 Triq Idmejda                             | 35°53′55,5″N 14°27′04,0″E/35,898754 14,451102 | 00162               |         |
| Figura św. Pawła                                        | 36 Triq Idmejda                             | 35°53′54,8″N 14°27′04,2″E/35,898557 14,451156 | 00163               |         |
| Figura Matki Bożej                                      | 36 Triq Idmejda                             | 35°53′55,0″N 14°27′03,5″E/35,898605 14,450986 | 00164               |         |
| Figura Archanioła Gabriela                              | 36 Triq Idmejda                             | 35°53′55,2″N 14°27′03,5″E/35,898659 14,450967 | 00165               |         |
| Kościół Zwiastowania (parafialny)                       | 84 Triq il-Kbira                            | 35°53′55,3″N 14°27′05,0″E/35,898703 14,451393 | 00166               |         |
| Figura św. Józefa                                       | Triq Annunzjata / Triq Dun Spir Sammut      | 35°53′55,9″N 14°27′04,4″E/35,898867 14,451228 | 00167               |         |
| Kaplica Zwiastowania                                    | Triq it-Tlett Knejjes                       | 35°53′56,2″N 14°27′10,9″E/35,898950 14,453024 | 00168               |         |
| Kaplica św. Rocha                                       | Triq it-Tlett Knejjes                       | 35°53′55,9″N 14°27′10,4″E/35,898857 14,452902 | 00169               |         |
| Kamienny krzyż                                          | Triq it-Tlett Knejjes                       | 35°53′56,2″N 14°27′10,5″E/35,898931 14,452905 | 00170               |         |
| Była kaplica św. Anarda                                 | Triq it-Tlett Knejjes                       | 35°53′56,0″N 14°27′10,7″E/35,898880 14,452974 | 00171               |         |
| Nisza Krzyża Świętego                                   | Triq it-Tlett Knejjes                       | 35°53′55,6″N 14°27′10,8″E/35,898791 14,453007 | 00172               |         |
| Nisza św. Rocha                                         | Triq Santu Rokku / Triq il-Providenza       | 35°53′54,0″N 14°27′11,3″E/35,898341 14,453141 | 00173               |         |
| Nisza Niepokalanego Poczęcia                            | Sqaq No 1, Triq il-Providenza               | 35°53′53,2″N 14°27′12,2″E/35,898103 14,453382 | 00174               |         |
| Nisza Madonna tar-Rummiena                              | 235 Triq il-Providenza / Triq il-Kbira      | 35°53′52,7″N 14°27′11,2″E/35,897962 14,453124 | 00175               |         |
| Nisza Matki Bożej Opuszczonych                          | Triq San Valentin / Triq Dum Amabile Sisner | 35°53′51,4″N 14°27′01,3″E/35,897609 14,450355 | 00176               |         |
| Kościół Dobrego Pasterza                                | Triq Idmejda                                | 35°53′50,1″N 14°27′05,6″E/35,897263 14,451542 | 00177               |         |
| Nisza Matki Bożej z Lourdes                             | 207 Triq il-Kbira                           | 35°53′54,5″N 14°26′59,5″E/35,898470 14,449851 | 00178               |         |
| Figura Matki Bożej                                      | Triq il-Kbira                               | 35°53′54,3″N 14°26′58,2″E/35,898428 14,449496 | 00179               |         |
| Kościół Wniebowzięcia                                   | Triq il-Kbira                               | 35°53′55,0″N 14°26′58,2″E/35,898599 14,449496 | 00180               |         |
| Nisza Niepokalanego Poczęcia                            | 187 Triq il-Kbira                           | 35°53′54,3″N 14°26′56,4″E/35,898411 14,449011 | 00181               |         |
| Nisza św. Franciszka z Paoli                            | Malta University Residence                  | 35°53′59,8″N 14°26′56,8″E/35,899955 14,449112 | 00182               |         |
| Kamienny krzyż                                          | Triq L-Imdina / Mriehel Bypass              | 35°53′35,4″N 14°26′49,8″E/35,893168 14,447172 | 00183               |         |
| Płaskorzeźba Matki Boskiej z Dzieciątkiem               | 163 Triq Annibale Preca                     | 35°53′53,8″N 14°26′50,0″E/35,898268 14,447224 | 00184               |         |
| Kaplica Matki Boskiej z Dzieciątkiem (zdesakralizowana) | 163 Triq Annibale Preca                     | 35°53′53,8″N 14°26′50,0″E/35,898268 14,447224 | 00185               |         |
| Palazzo Bosio                                           | 10 Zahra                                    | 35°53′57,4″N 14°27′09,2″E/35,899290 14,452560 | 01154               |         |
| Akwedukt Wignacourta                                    | Triq L-Imdina                               | 35°53′35,5″N 14°27′21,8″E/35,893206 14,456062 | 01155               |         |
| Villa Macedonia z ogrodami                              | Triq Sisner                                 | 35°53′50,0″N 14°27′01,2″E/35,897220 14,450340 | 01156               |         |